# 괴사성 근막염
괴사성 근막염(壊死性筋膜炎, 영어: necrotizing fasciitis)은 피부 심부 피하조직이 썩어들어가는, 드문 세균성 감염병이다. 주로 근막을 따라서 잘 발생한다.
괴사성 근막염은 매우 빠르게 진전되며, 당뇨병이나 암으로 인해 면역력이 저하된 상태일 경우 더욱 위험하다. 급성 발병하기 때문에 외과적 수단을 이용한 괴사조직 제거와 대량의 항생제를 이용해 처치하며, 수술이 늦어질수록 치사율은 급격히 높아진다.
괴사성 근막염의 병원체로는 A군 연쇄상구균(Streptococcus pyogenes), 황색포도상구균(Staphylococcus aureus), 웰시간균(Clostridium perfringens), 비브리오 패혈균((Vibrio vulnificus) 등의 박테리아가 있다.). 괴사성 근막염은 다균성일 수도 있고 단균성일 수도 있으나, 대부분의 경우 다균성이고 단균성은 25 ~ 45% 정도이다. 괴사성 근막염의 병원균 감염은 만성 질환으로 인해 면역체계가 약화된 사람에게 잘 발생한다. 환자 중 70% 이상이 발병 이전에 면역억제, 당뇨, 알코올/약물 남용, 흡연, 악성종양, 만성적 전신질환 중 하나 이상에 해당되었다. 정확한 원인은 불명이지만 멀쩡한 사람에게도 드물게 발병하는 수가 있다.

## 같이 보기
- 괴저
- 독성쇼크증후군